# رعاشاوات
الرعاشاوات (الاسم العلمي: Calopteryginae) هي أسرة من الحشرات تتبع فصيلة الرعاشية من الرتبة اليعسوبيات.

## أجناس
- الرعّاشة (الاسم العلمي:Calopteryx)
- الفستالية (الاسم العلمي:Vestalis)